# 拉伊诺博尔戈
拉伊诺博尔戈（義大利語：Laino Borgo），是意大利科森扎省的一个市镇。总面积56.73平方公里，人口2094人，人口密度36.9人/平方公里（2009年）。ISTAT代码为078063。